# نينا نينا راقصة الباليه (كتاب)
نينا، نينا راقصة الباليه هي قصة أطفال من تأليف الكاتبة الأمريكية جاين أوكونور وتصميم الرسوم ديان ديسالفو في الأول من مارس عام 1993. نينا هي فتاة صغيرة تحب رقص الباليه، تنضم حديثًا إلى صف رقص وتشارك في عرض. لكنها حزينة لأن العرض يتطلب منها أن تضع قناعًا على وجهها مما يجعل والدتها غير قادرة على التمييز بينها وبين الفتيات الأخريات. إلا ما يحدث لها بعد ذلك يجعلها محطًا للأنظار حتى وهي ترتدي القناع ويمكن والدها من التعرف عليها. ترجمت القصة إلى اللغة العربية في كانون الثاني عام 2004 عن دار نشر العلم للملايين. الكتاب مخصص للأطفال في مرحلة روضة الأطفال، لأنه مزود بالرسوم الملونة لحذب انتباه الطفل. وأيضًا يتطرق الكتاب لموضوعات مختلفة مثل التاريخ والعلوم والخيال والرياضة، لتساعد الطفل على التعرف على هذه المجالات.